# Rockhouse (Salzburg)
Das Rockhouse ist ein Veranstaltungssaal im Salzburger Stadtteil Schallmoos am Fuß des Kapuzinerberges.
Das Gebäude wurde ursprünglich als Eiskeller und Weinlager genutzt. Nach umfangreichen Umbauten Anfang der 1990er Jahre wurde das Rockhouse als Veranstaltungsstätte eröffnet.
Das Haus wird vom Verein Rockhouse Salzburg geführt und ist Mitglied im Dachverband Salzburger Kulturstätten.

## Gebäude
Der Rockhouse Veranstaltungsbereich gliedert sich in den großen Saal, der Bar und das Foyer im Mittelbereich. Der große Saal hat eine Kapazität von 350 Zuschauern. Die von der Rockhouse Bar Gastronomie GmbH eigenständig betriebene Rockhouse-Bar hat eine Zuschauerkapazität von 100 Stehplätzen. Zwischen diesen beiden Veranstaltungsräumen liegt das Foyer.
Die Künstlergarderoben befinden sich im hinteren Bühnenbereich (mit Cateringbereich, Dusch- und WC-Ausstattung). Beide Garderoben haben direkten Zugang zur Bühne sowie in den hinteren Bereich der Rockhouse Bar.
Der 60 m² große Seminar- und Workshopraum wird für Workshops, Proben, Aufnahmen und Seminare genutzt.
Außerdem sind sechs Proberäume für ca. 20–24 Bands (d. h.: 3–4 Bands pro Proberaum) vorhanden. Die Proberäume werden gemeinsam mit den interessierten Musikern in einer eigenen „Proberaumvergabesitzung“ jeweils auf ein Jahr vergeben. Sollte unter dem Jahr ein Platz frei werden, wird dieser nach einer Warteliste vergeben.
Der Aufgang zu den Proberäumen sowie zum Seminar- und Workshopraum befindet sich links vom Rockhouse. Ein großer Lastenaufzug für den Instrumententransport ist ebenfalls vorhanden.
Darüber hinaus beherbergt das Rockhouse noch diverse Büros und eine Künstlerwohnung.

## Geschichte
Das Haus in der jetzigen Schallmooser Hauptstraße 46 wurde 1842 von Joseph und Elise Gansl erbaut. Aus dieser Zeit stammt noch ein Teil der Bausubstanz, unter anderem die Gewölbe.
In den 1980er Jahren begann eine Diskussion über die Defizite in der Salzburger Kulturlandschaft: Keine Infrastruktur, zu wenig Auftrittsmöglichkeiten, keine Proberäume, keine adäquate Förderung in der Musikszene, auf Grund fehlender Bühnen keine Konzerte von interessanten, internationalen Bands. Aus dieser Diskussion gründete sich der Verein Pro-Ton, der 1985 für sein Rockhouse Projekt eine einstimmige Wohlmeinung des Kulturausschusses des Salzburger Gemeinderates bekam.
1990 beschloss dann der Gemeinderat einstimmig den Umbau des heutigen Rockhouse Salzburg.
Federführend bei der Konzepterstellung waren Wolfgang Descho und Michl Matschedolnig, 1991 wurden das Rockhouse Konzept und die Umbaupläne präsentiert.
Während dieser Zeit veranstalte das Rockhouse regelmäßig Konzerte im „Stadtkino“ (heutzutage Szene) und in der Arge Nonntal. Das Projekt-Team arbeitete damals im „Baustellen Büro“ im Rockhouse.
Am 14. Oktober 1993 schließlich wurde das Rockhouse eröffnet.
Geschäftsführer des Rockhouse Salzburg ist Wolfgang Descho.

## Medien
In Kooperation mit den regionalen Sendern FS1 und Radiofabrik publiziert das Rockhouse das TV-Format Local Heroes — Rockhouse und die Radio-Sendereihe Radio Rockhouse.